# Шамплејн (језеро)
Шамплејн (енгл. Lake Champlain) је језеро у Сједињеним Америчким Државама. Налази се на територији америчких савезних држава Њујорк и Вермонт и канадске покрајине Квебек. Површина језера износи 1.269 km².
Језеро је име добило по француском истраживачу Самјуелу де Шамплену, који је први Европљанин који је стигао до њега.